# Holoptychius
Holoptychius (лат.) — род вымерших лопастепёрых рыб семейства Holoptychiidae. Были распространены в Европе и Северной Америке в девонском — начале каменноугольного периода (383,7—323,2 млн лет назад).

## Описание
Holoptychius были обтекаемыми хищниками длиной около 50 сантиметров (хотя самый крупный экземпляр мог вырасти до 2,5 метров), питавшимися другими костистыми рыбами. Их округлая чешуя и форма тела указывают на то, что они могли быстро плыть, чтобы поймать добычу. Подобно другим рипидистиям, они имели клыкообразные зубы на небе в дополнение к более мелким зубам на челюстях. Их асимметричный хвост имел хвостовой плавник на нижней стороне. Чтобы компенсировать толчок вниз, вызванный таким расположением плавников, грудные плавники Holoptychius были расположены высоко на теле.

## Распространение
Окаменелости Holoptychius были обнаружены в миссисипском периоде Соединенного Королевства и девонском периоде Бельгии, Колумбии (формация Куче, Бояка), Норвегии, Российской Федерации и Соединенных Штатах (Пенсильвания).

## Классификация
По данным сайта Paleobiology Database, на декабрь 2021 года в род включают 19 вымерших вида:
- †H. americanus
- †H. bergmanni
- †H. filosus
- †H. flabellatus
- †H. flemingi
- †H. granulatus
- †H. hallii
- †H. hopkinsii
- †H. ishora
- †H. jarviki
- †H. latus
- †H. nobilissimus
- †H. pustulosus
- †H. quebecensis
- †H. radiatus
- †H. scheii
- †H. serrulatus
- †H. taylori
- †H. tuberculatus